# AJ Savage
North American AJ Savage a fost un bombardier cu baza pe portavion construit pentru Marina Statelor Unite ale Americii de North American. Contractul original a fost acordat în 1946, iar avionul a intrat în serviciu în 1949.

## Variante
- XAJ-1: Prototip, 2 avioane construite
- AJ-1(A2-A): Versiunea de bază
- AJ-2(A2-B): Motoarele înlocuite de Pratt and Whitney R-2800-48 și Allison J33-A-10,capacitate de combustibil lărgită.
- AJ-2P: Versiune de recunoaștere fotografică a AJ-2, cu botul reproiectat pentru cameră de fotografiat.